# Viringe

Viringe var en gård från åtminstone 1643 i Västra Skrukeby socken (nuvarande Mjölby kommun). Den bestod av 1/2 mantal skatt. Viringe gård revs på 1970-talet.

## Ägare och boende
Från 1789 fanns även ett torp på gården.
- 1643-1659 Jöns
- 1662-1664 Torkel
- 1665-1666 Sven
- 1667-1669 Per
- 1670 Gyldenklou
- 1671-1674 Anders Joensson
- 1675-1680 Gården är ej bebodd.
- 1681-1693 Anders
- 1694-1727 Lars Andersson
- 1734-1741 Anders Svensson
- 1789- Johan Håkansson (1725-)
- 1802-1810 Anders Larsson, skomakare (1751-).
- 1821-1824 Johannes Nilsson, skatteman (1792-)
- 1834-1841 Simon Persson (1773-) (1/4)
- 1834-1840 Niccolaus Häggberg (1800-) (1/4)
- 1839-1842 Peter Andersson, (1782-) (1/4)
- 1839-1842 Livgrenadjär Säll i Follinge, i Allhelgona socken. (1/4)
- 1849-1850 Daniel Öman (1794-1850).
- 1857-1885 Carl Wilhelm Josefsson (1825-1885).
- 1885-1890 Christina Mathilda Gomér (1826-).
- De sista som bodde på Viringe gård var Folke Andersson och Britta Andersson.